# Season High
Season High è il quinto album in studio del gruppo di musica elettronica svedese Little Dragon, pubblicato il 14 aprile 2017.

## Tracce
1. Celebrate (featuring Agge) – 3:56
2. High – 4:16
3. The Pop Life – 3:37
4. Sweet – 3:31
5. Butterflies – 6:06
6. Should I – 2:58
7. Don't Cry – 4:14
8. Strobe Light – 3:43
9. Push – 3:06
10. Gravity – 7:38

## Formazione
- Yukimi Nagano – voce, percussioni
- Agge – voce aggiuntiva (traccia 1)
- Joe LaPorta – mastering
- Erik Bodin – batteria, tastiera
- Fredrik Källgren Wallin – basso, tastiera
- Håkan Wirenstrand – tastiera
- Anders Augustsson – chitarra
- Joel Wästberg – clarinetto

## Classifiche
| Classifica (2017)     | Posizione massima |
| --------------------- | ----------------- |
| Stati Uniti d'America | 173               |